# Miguel Ángel Máscolo
Miguel Ángel Máscolo (Avellaneda, provincia de Buenos Aires, 9 de agosto de 1959) es un militar argentino veterano de guerra de Malvinas en situación de retiro con el grado de vicealmirante. Fue subjefe del Estado Mayor General de la Armada (SUBJEMGA) desde el 10 de enero de 2017 hasta el 28 de diciembre del mismo año. 
Hasta su retiro, ocurrido el 28 de diciembre de 2017, era el último oficial infante de marina de la Armada Argentina veterano de la Guerra de Malvinas (VGM) en actividad.

## Carrera
Tras finalizar sus estudios secundarios, Máscolo ingresó a la Escuela Naval Militar en 1977. Egresó de dicha institución el 1 de enero de 1981 como guardiamarina de la Infantería de Marina.

#### Guerra de Malvinas

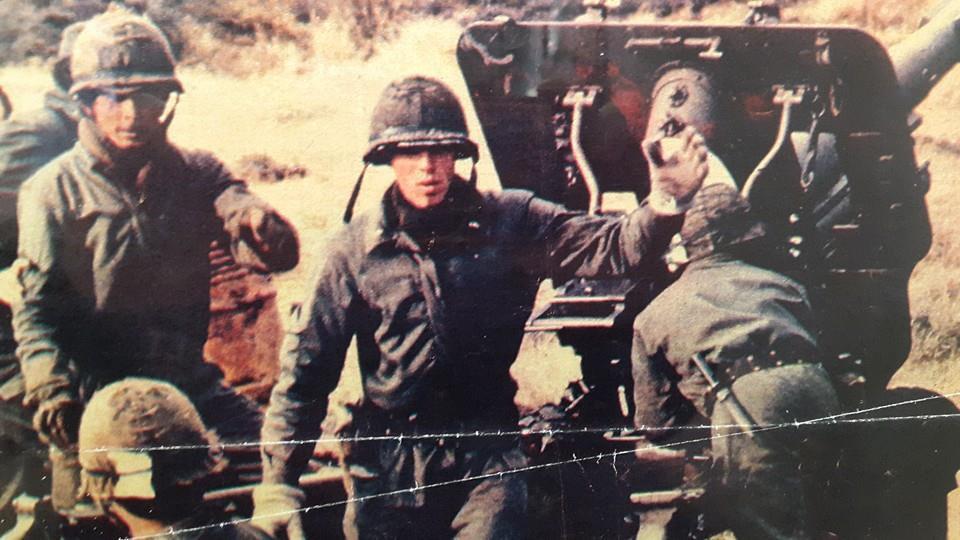
El Guardiamarina Miguel Ángel Máscolo (en el centro), reglando el fuego de artillería sobre posiciones británicas durante la guerra de Malvinas en junio de 1982.

Miguel Ángel Máscolo era guardiamarina con un año de servicio en la fuerza cuando acontece la guerra de Malvinas. Fue enviado en una de las baterías que componen parte del Batallón de Artillería de Campaña N.º 1 (BAC 1) a la Isla Soledad para establecer posiciones por Felton Stream, en las cercanías de Pony Pass y cubriendo Monte Tumbledown. Máscolo fue jefe de la línea de piezas de la Batería BRAVO perteneciente al Batallón de Artillería de Campaña (BAC 1) de la infantería de Marina desplegada en las islas. Estaba al mando del teniente de fragata Mario Rubén Abadal y su observador avanzado era el teniente de corbeta Oscar Patricio González. El guardiamarina Miguel Ángel Máscolo tenía como función reglar los tiros de los cañones de artillería. La batería constaba de seis piezas OTO Melara Modelo 56 de 105 mm.
La batería se mantuvo en sus posiciones hasta la finalización del conflicto. Se ubicó en Felton Stream, delante de Sapper Hill -donde estaba el puesto de comando de la Infantería de Marina- y detrás de las laderas del Monte Tumbledown, donde tenía alcance de fuego. Durante la batalla de Monte Tumbledown cubrieron con artillería a las tropas argentinas allí emplazadas y detuvieron el avance de las fuerzas británicas a lo largo de toda la noche y el amanecer. De las seis piezas que componían la batería, dos de ellas quedaron fuera de combate por el uso constante, otras dos fueron averiadas por los británicos y las dos restantes combatieron hasta agotar munición. Se dispararon 1310 proyectiles de los cuales 680 fueron entre el 11 y el 14 de junio. La batería Bravo del Batallón de Artillería de Campaña (BAC 1) de la Infantería de Marina perdió dos hombres: los conscriptos chaqueños clase 62, Justo Silverio Falcón y Oscar Edgardo Mansilla.
Hacia las 09:00 horas del 14 de junio deben replegarse hacia Sapper Hill por la imposibilidad de darles un uso táctico a las dos piezas de artillería que quedaban utilizables. Se mantuvieron posiciones sobre la última línea -Sapper Hill- del Batallón de Infantería de Marina N.º 5 hasta las 14:00 horas, cuando se acuerda el cese al fuego posteriormente.
Por su desempeño y capacidad de mando en el combate, el guardiamarina Miguel Máscolo fue galardonado con la Medalla “Honor al Valor en Combate”.

#### Destinos militares y capacitaciones
Como hombre del Cuerpo Comando, revistó como oficial en el Comando de Infantería de Marina, luego en la Escuela Naval Militar y también en la fragata Libertad. Entre otros destinos de mayor relevancia se destacan su paso por la Escuela de Guerra Naval y por la Escuela Superior de Guerra Conjunta. Luego prestó servicios en la Dirección de Educación de la Armada, posteriormente en el Comando Naval Anfibio y en Batallón de Infantería de Marina N.º 5, así como también en el Destacamento Naval Río Grande.
Entre septiembre de 1994 y el mismo mes del siguiente año prestó servicios como observador militar en el Sahara Occidental.
En el año 1999 finalizó exitosamente, en la Escuela de Guerra Naval, el curso de Oficial del Estado Mayor de Infantería de Marina, lo que lo habilitó a poder acceder a jerarquías de oficial superior. Hacia 2008 realizó el Curso Conjunto de Estrategia y Conducción Superior en la Escuela Superior de Guerra Conjunta. Es Licenciado en Sistemas Navales de Infantería de Marina.
Fue comandante del Batallón Antiaéreo, así como también del Batallón de Artillería de Campaña N.º 1.

### Cargos desempeñados como Oficial superior
Otro de sus destinos lo llevó a desempeñarse como titular de la Agregaduría de Defensa de su país en la República de Sudáfrica entre noviembre de 2011 y noviembre de 2013.
Tras conseguir su ascenso a contralmirante a finales de 2013 fue nombrado a cargo de la Dirección de Personal de la Armada. Cumplió dichas funciones hasta el 18 de febrero de 2016, cuando se lo destinó como Subjefe del Estado Mayor Conjunto de las Fuerzas Armadas.
El 3 de marzo de 2017 fue promovido al grado de Vicealmirante con fecha retroactiva al 31 de diciembre de 2016. El 10 de enero fue designado Subjefe del Estado Mayor General de la Armada, cargo que ejerció hasta su retiro el 28 de diciembre de 2018.

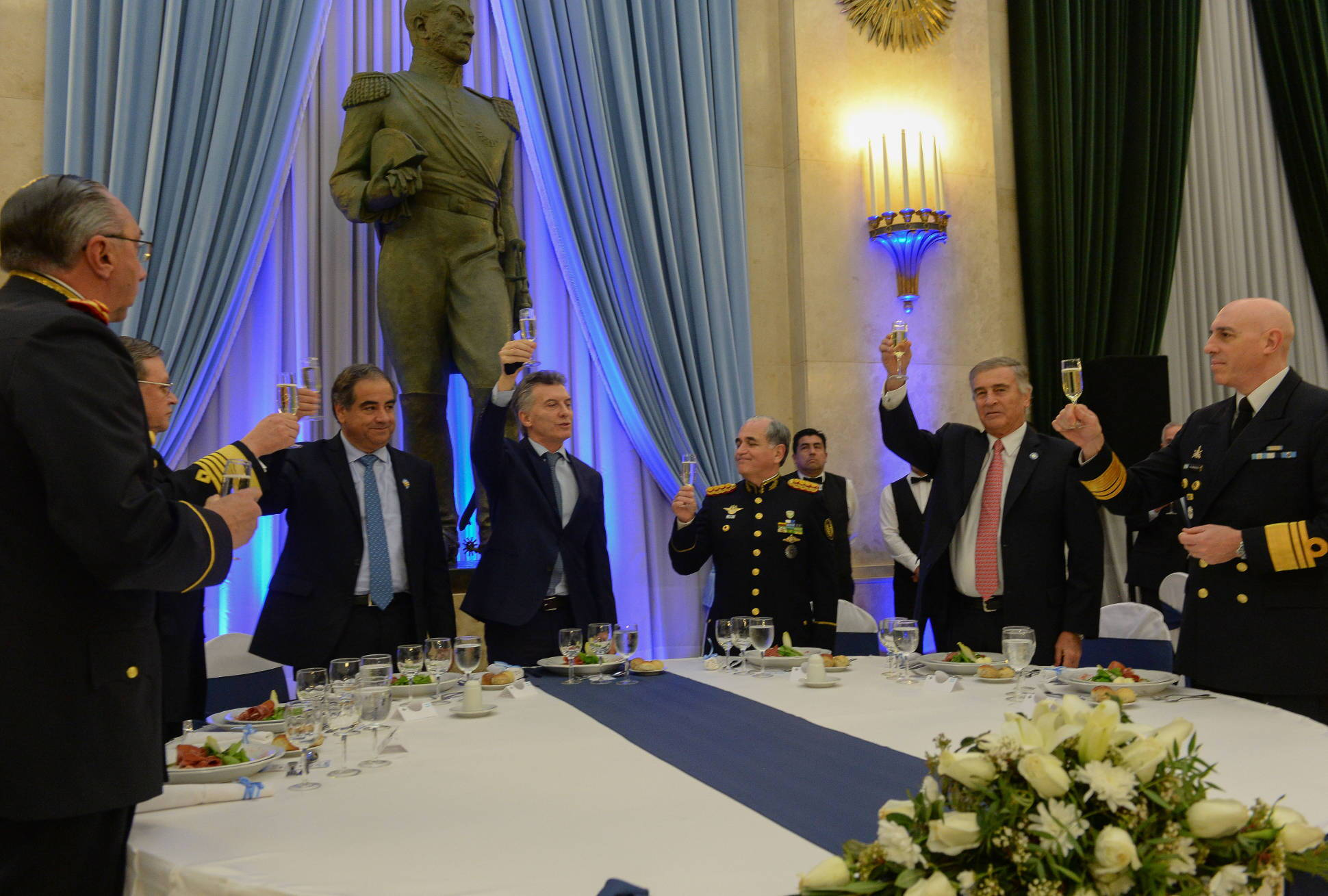
Cena de Camaradería de las Fuerzas Armadas de 2017. De Izquierda a derecha: Diego Suñer, Enrique Amrein, Julio Martínez, Mauricio Macri, Bari del Valle Sosa, Oscar Aguad y Miguel Ángel Máscolo.

#### Crisis naval por la desaparición del submarino ARA San Juan
El 15 de noviembre de 2017 tuvo lugar la pérdida de contacto con el submarino ARA San Juan (S-42) que se encontraba navegando en las aguas del Mar Argentino. El navío tenía a bordo a 44 militares. Este suceso tomó estado público durante la noche del día siguiente y fue informado oficialmente dos días después por medio de un comunicado oficial de la Armada Argentina, en el que se dio a conocer que se había iniciado el Protocolo SAR (búsqueda y rescate).
Los días transcurrieron sin noticias de la nave extraviada hasta que se hizo un anuncio implícito de que el ARA San Juan podría haberse hundido por «implosión», muriendo toda su tripulación. A raíz de esto, variosmedios de comunicación dieron a conocer los grande enfrentamientos internos que involucraron al ministro de Defensa Oscar Aguad y el almirantazgo de la marina de guerra. Aguad mostró su enfado al declarar que los jefes navales no lo mantuvieron informado adecuadamente de los hechos, incluyendo la desaparición misma del submarino, de la que el ministro se enteró por los medios de comunicación. El conflicto llegó a involucrar al presidente Mauricio Macri. El diario La Nación informó que el ministro Aguad abrió decenas de sumarios contra las máximas autoridades de la Armada, algo que el ministro desmintió luego.
En la noche del viernes 15 de diciembre de 2017 el ministro de Defensa Oscar Aguad solicitó al almirante Marcelo Srur su pase a retiro, justo a un mes de la desaparición del submarino ARA San Juan motivo por el cual quedó señalado como uno de sus principales responsables ante la opinión pública. Además, la decisión del saliente almirante de pasar a disponibilidad a dos altos oficiales navales por su presunta responsabilidad  en la suerte del submarino generó una crisis interna dentro del almirantazgo de la Armada en la que tuvieron lugar una sucesión de pedido de pases a retiro en solidaridad con los dos oficiales cesanteados.
El pase a retiro del almirante Srur tuvo lugar el lunes 18 de diciembre y en su lugar fue designado el vicealmirante José Luis Villán, quien asumió el cargo de Jefe de Estado Mayor de la Armada de forma interina y ejerciendo en simultáneo como Subjefe del Estado Mayor Conjunto de las Fuerzas Armadas. El nombramiento de Villán como titular de la armada pretendió no sólo restablecer nuevamente la cadena de mandos, sino también evitar un purga masiva de la que en ese momento era la cúpula naval y un quiebre entre ésta y la nueva camada de contralmirantes de 2018.
Producto de la crisis de los altos mandos de la Armada, el 28 de diciembre de 2017, también pidió su pase a retiro el subjefe de la Armada, vicealmirante Miguel Ángel Máscolo, según sus dichos por solidaridad a quien había sido su Jefe. El vicealmirante Máscolo, unas semanas antes en Mar del Plata, había tenido una reunión tensa y con expresiones políticamente incorrectas hacia los familiares de los submarinistas que fueron filtradas a internet, y posteriormente al medio Infobae en un archivo de audio. En dichas escuchas, se lo oye al Infante de Marina preguntarle a los parientes de los tripulantes: «El buque no llegó todavía: Hay un disfraz en el medio, si el buque llega, ¿de qué se van a disfrazar todos ustedes?». Desde ese momento los intercambios de palabras fueron escalando en el tono, hasta que todo culminó con el vicealmirante Máscolo diciéndoles: "Esto es aburrirlos con un montón de cosas que no les importa. A ustedes les importa que el [coso] ese aparezca". Y finalizó excusándose por su modo de expresarse diciendo "Yo hablo así, porque soy Infante de Marina"
La sucesión de relevos de la cúpula de la marina no implicó el abandono de las tareas de búsqueda del submarino extraviado.
Para ocupar cargo que el vicealmirante Miguel Ángel Máscolo dejó vacante se lo designó interinamente al vicealmirante Francisco Medrano.

## Condecoraciones y distinciones
En 1982 se le otorgó la Medalla “Honor al Valor en Combate”, de parte de la Armada Argentina y homologada por el Poder Ejecutivo Nacional mediante Diploma como “La Nación Argentina al Valor en Combate” (Ley N.º 22 607).
Durante 1990 se hizo acreedor el Diploma y Medalla de Acero “El Honorable Congreso de la Nación a los Combatientes”, por haber combatido en la guerra por las Islas Malvinas (Ley Nº 23118).
En 2005 le fue dado el Distintivo “Operaciones de Combate" por su participación en el conflicto por las islas Malvinas.